# Мос (Бодензее)
Мос (нем. Moos) — община в Германии, в земле Баден-Вюртемберг.
Подчиняется административному округу Фрайбург. Входит в состав района Констанц. Население составляет 3270 человек (на 31 декабря 2010 года). Занимает площадь 14,38 км².

## Фотографии

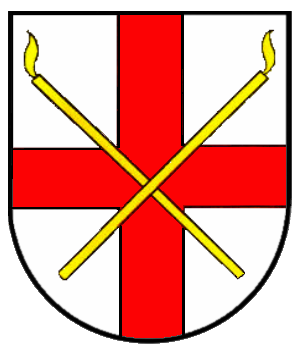
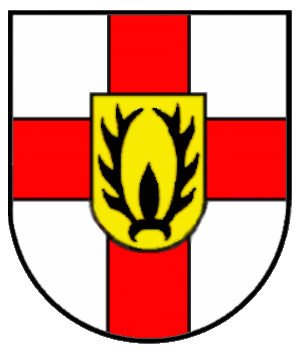
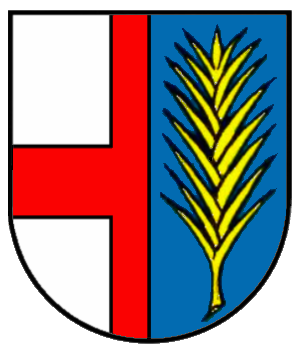